# مینا دست‌غیب
مینا دست‌غیب (زاده ۱۳۲۲ در شیراز) شاعر نوپرداز و دانش‌آموخته دانشگاه شیراز است که تاکنون از او ۱۰ مجموعه شعر چاپ شده‌است. نخستین دفتر شعر او در سال ۱۳۴۸ در تهران منتشر شد. اشعار وی مورد توجه محافل و جشنواره‌های ادبی بوده یا به‌دریافت جایزه نائل شده‌اند.

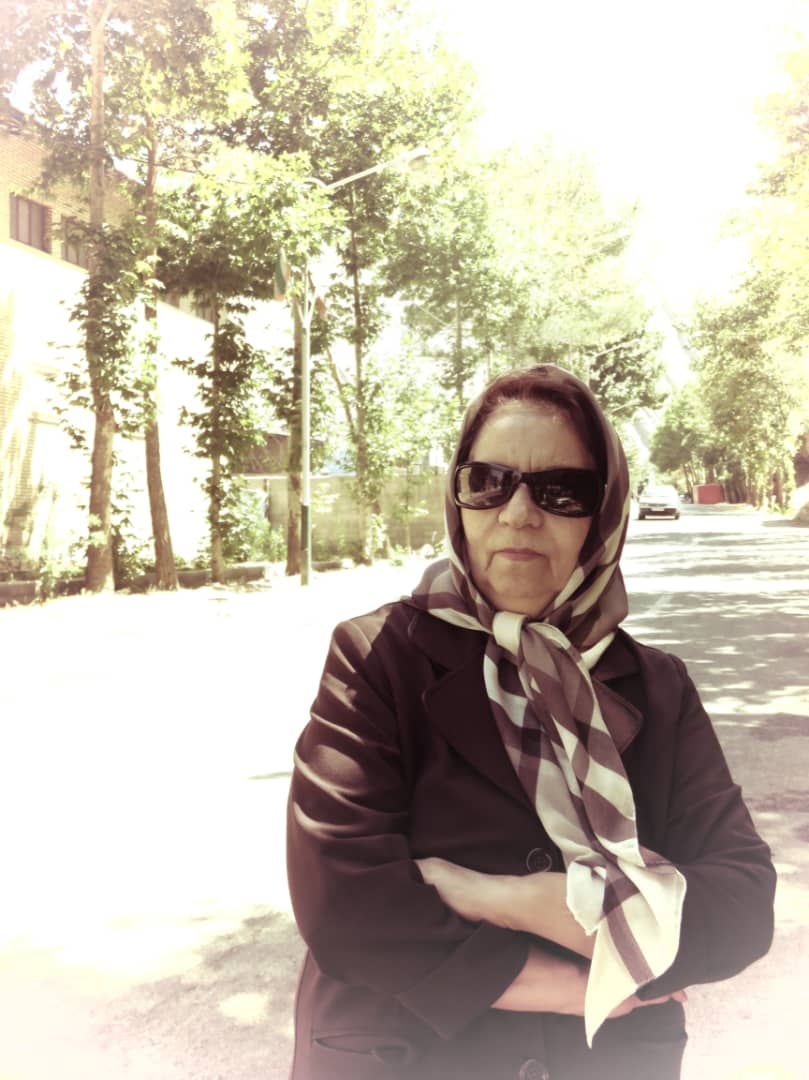
مینا دست‌غیب

مجموعه «خنکای راز» از این شاعر در سال ۱۳۸۵ برگزیده هفتمین جشنواره فرهنگ فارس در بخش شعر نو بود و مجموعه «سخن می‌گویی کلمه‌ها در من آزاد می‌شوند» یکی از ۷ اثر برتر زنان شاعر ایران شناخته شد و به‌دریافت جایزه خورشید موفق شد.

## زندگی‌نامه
مینا دست‌غیب در سال ۱۳۲۲ در شیراز به دنیا آمد و درخانواده‌ای علاقه‌مند به ادبیات رشد کرد. برادر بزرگش عبدالعلی، نویسنده و منتقد ادبی است. مینا از جوانی با خواندن کتاب‌های ادبی از سایر کشورها خو کرد و داستان‌ها و اشعار ایرانی را با جدیت می‌خواند. پس از پایان تحصیلات متوسطه و گرفتن لیسانس زبان و ادبیات انگلیسی از دانشگاه شیراز، جهت پیگیری رشته مورد علاقه‌اش، به تهران رفت و مدرک تدریس دبیری را از دانشسرای‌عالی گرفت و شغل دبیری را پیشه کرد. سال‌های اول تدریس در ناحیه‌ای محروم در جنوب تهران سبب شد که این شاعر با شرایط سخت زندگی برخی از نوجوانان از نزدیک آشنا شود. این مشکلات اثر عمیق و پایائی بر شعر او نهاده‌اند. با وجود مشکلات فراوان، این شاعر بیشتر سال‌های عمر را به تدریس در شیراز گذراند، و هم‌زمان به سرودن شعر نیز ادامه داد.

## مجموعه‌های شعر
- ماه درکاریز (۱۳۴۸ انتشارات فرهنگ - تهران)
- داس‌های عصر (۱۳۵۲ چاپ بهمن - تهران)
- با چشمانی از خاکستر (۱۳۵۴ انتشارات کوروش - شیراز)
- غمناکان صبح (۱۳۵۷ انتشارات کوروش - شیراز)
- دست در دست زمان (۱۳۷۶ انتشارات سروش شیراز)
- ماه شکسته کوه‌ها را آه می‌کشد (۱۳۷۹ انتشارات نوید شیراز)
- خنکای راز (۱۳۸۵ انتشارات نوید شیراز)
- سخن می‌گویی، کلمه‌ها در من آزاد می‌شوند (۱۳۸۶ انتشارات نوید شیراز)
- و شب در چراغ نظاره خود می‌سوخت (۱۳۹۱ انتشارات نوید شیراز)
- با آن هراس زیبا گل دادیم، چون خنده چراغی در باران (۱۳۹۶ انتشارات نوید شیراز)
- مرا پیدا خواهی کرد، گزیدهٔ اشعار سال‌های ۱۳۴۸ تا ۱۳۹۹، (۱۴۰۲، انتشارات نوید شیراز)

## جوایز ادبی

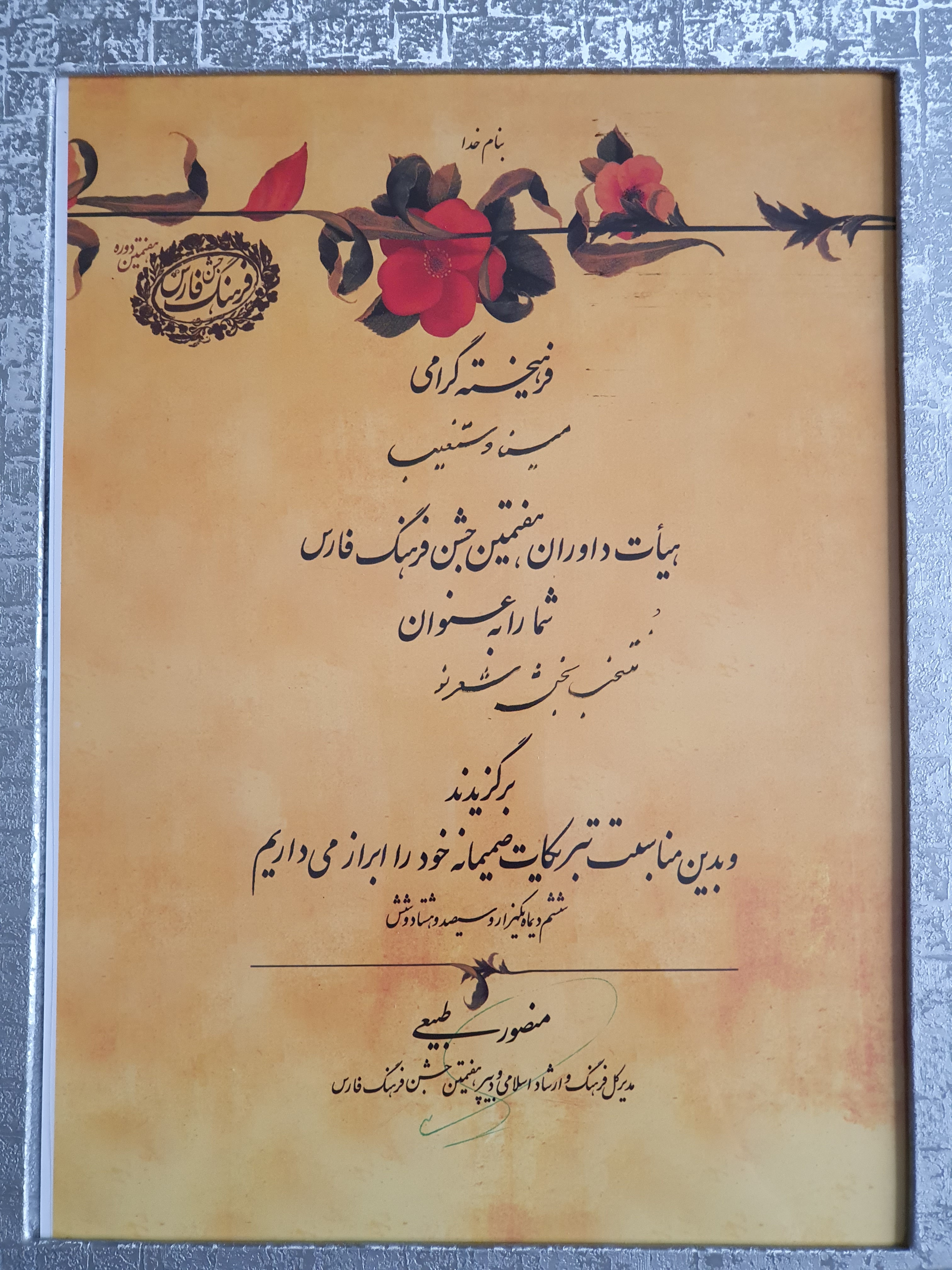

مجموعه «خنکای راز» در سال ۱۳۸۵ برگزیده هفتمین جشنواره فرهنگ فارس در بخش شعر نو بود. در نخستین دور برگزاری جایزه شعر «خورشید» (۱۳۸۷) که جهت شناسائی شاعران زن ایجاد شده، مجموعه «سخن می‌گویی کلمه‌ها در من آزاد می‌شوند» یکی از ۷ اثر برتر زنان شاعر ایران شناخته شد و به‌دریافت جایزه خورشید موفق شد.

## از نگاه دیگران
اشعار مینا در بسیاری از مجله‌های ادبی و هنری ایران و همچنین کتاب‌های نقد ادبی و برگزیده اشعار بازتاب داشته‌اند. از این جمله دانشنامه زنان فرهنگساز ایران و جهان، به رغم پنجره‌های بسته، اندیشه و هنر، کتاب شاعران معاصر، بارورتر از بهار، هفتاد سال عاشقانه، هفت شهر عشق (Seven Valleys of Love) و برخی صفحات آنلاین قابل ذکرند. کتاب جمعه با سردبیری احمد شاملو سه شعر این شاعر را در شماره‌های مختلف چاپ کرد. شعر تکیده بودی که در پائین این صفحه می‌آید در شماره ۳۰ ص۸۳ به چاپ رسید.
منوچهر آتشی در نقدی بر سومین کتاب این شاعر نوپرداز در مجله تماشا می‌نویسد: «در شعرهای این دفتر، آنچه وجه تشخیص دست‌غیب است، یگانگی جان و کلام اوست … که به شعر او توانایی حمل مفهوم ناب را می‌بخشد و جز محصول بیداری شاعر بر لحظه‌های ذهنی و حسی خود نیست.»
پوران فرخ زاد، او را شاعری با زبانی ساده و اندوهناک و با شخصیتی به دور از جنجال‌های ژورنالیستی می‌داند. بیشتر اشعار مینا دست‌غیب در نگاه نخست احساس ژرفی را منتقل می‌کنند و در ضمن دارای پیامی اجتماعی هستند. مرور کتاب‌های این شاعر تکامل و تحول ادبی او را نشان می‌دهد. برخی از شعرهای مینا در هاله‌ای از ابهام پوشیده شده‌اند و تنها با توجه بیشتر می‌توان محتوای اجتماعی یا سیاسی آن‌ها را دریافت. ارتباط با طبیعت در بیشتر اشعارش پیداست.
عبدالعلی دست‌غیب در کتاب از دریچه نقد، اندوه عمیقی را که در برخی اشعار مینا حس می‌شود زاییده گذر شاعر در کودکی از بحران‌ها و آتش‌های هولناک می‌داند که تأثیر پایایی بر روح او نهاده‌اند. او همچنین می‌نویسد: «سراینده در جهانی ساده، آرام و بهاری زندگی نمی‌کند. فضای بیشتر اشعار او گرفته و غبار آلود است … برای مثال " اما میان مقبره سرد سالیان - ساعات پر طراوت مدفون بود - فریاد من … دالان وحشتی شد بی هیچ انتظار"».

## نمونه اشعار

### داس‌های عصر[۱۵]
می‌آیی
شب در سرودی مشکوک بازگو می‌شود
غرامت صحرا را داس‌های عصر نخواهند داد
و اندیشه‌های من آسمان را خواهد شست

آونگی در فراموشی
آواری از یخ
آوازی می‌آید 

از بیگانه
غریو عشق تو
غریو خلق نیست
می‌دانم
گل ابریشم‌ها تکیده‌اند
گل ابریشم‌ها تکیده‌اند
و سردرختی‌ها نیز
می‌آیی
غم دو برابر می‌شود.

### تکیده بودی[۱۶]
در این فکرم
که شب با پاهای بلند موذی
چه آسان فرود می‌آید
تکیده بودی
آخرین بار که دیدمت

به همین سادگی

تکیده بودی
دیوارها در انتظار خمیازه می‌کشند
شانه‌هایم

طاقت کشیدن این همه عمر را ندارد
به کودکی که فردا می‌آید

چه بدهم؟
به زنی که با چشمان من گریه می‌کند
به مردی که بر شانه‌اش

زخمی کاریست
برگ نیست
خزه نیست
ساعت نیست
با تو
از کوچه‌های مرگ می‌گذرم
برده‌ها را به کجا می‌برند؟

این همه زنجیر
چه آسان فرود می‌آید شب
با پاهای موذی بلندش.